# Riu de Pal
Riu de Pal är ett vattendrag i Andorra.   Det ligger i parroquian La Massana, i den centrala delen av landet. Riu de Pal mynnar i Riu d'Arinsal.
I trakten runt Riu de Pal växer i huvudsak barrskog.